# La peña de los Parra, vol. II
La peña de los Parra, vol. II es un álbum lanzado en Chile en 1968, que corresponde al segundo de los trabajos que se produjeron en torno a la Peña de los Parra, famosa peña folclórica chilena abierta en 1965 en Santiago por los hermanos Isabel y Ángel Parra, hijos de Violeta Parra.
En este disco, a diferencia del anterior, solo participa el dúo Isabel y Ángel Parra. Es el cuarto álbum de estudio oficial de dicho dúo. La canción 4, así como las dos que conforman la pista 10, fueron recopiladas por Violeta Parra.

## Lista de canciones
| Lado A |                                |                        |          |  |
| N.º    | Título                         | Música                 | Duración |  |
| 1.     | «Buscando camino y luz»        | Ángel Parra            | 1:57     |  |
| 2.     | «De terciopelo negro»          | Jorge Araujo Chiriboga | 3:17     |  |
| 3.     | «Malembe» (o «Tonto malembe»)  | tradicional venezolana | 2:08     |  |
| 4.     | «Versos por el mundo al revés» | tradicional chilena    | 3:05     |  |
| 5.     | «Hasta siempre»                | Carlos Puebla          | 4:04     |  |
| 14:31  |                                |                        |          |  |

| Lado B |                                                          |                        |          |  |
| N.º    | Título                                                   | Música                 | Duración |  |
| 6.     | «De mis pagos»                                           | Julio Argentino Jerez  | 2:16     |  |
| 7.     | «La petenera»                                            | Elpidio Ramírez        | 2:57     |  |
| 8.     | «Las estrellas»                                          | tradicional chilena    | 2:31     |  |
| 9.     | «A mi palomita»                                          | tradicional            | 2:33     |  |
| 10.    | «En el cuarto de la Carmela / Un viejo me pidió un beso» | tradicionales chilenas | 2:48     |  |
| 13:05  |                                                          |                        |          |  |